# Cupa României 2018-2019
Cupa României 2018-2019 a fost cea de-a 81-a ediție a celui mai vechi turneu eliminator din fotbalul românesc. A fost câștigată de FC Viitorul, care a învins în finală FC Astra Giurgiu. Ca urmare, Viitorul s-a calificat direct în a treia rundă de calificare a UEFA Europa League 2019-2020.

## Echipe participante
| Liga I 2017-2018 Toate echipele (14) | Liga a II-a 2017-2018 Fără echipele desființate (18) | Liga a III-a 2017-2018 Fără echipele secunde, cele desființate sau în incapacitatea de a participa (57) |
| - Viitorul Constanța - FCSB - Dinamo București - CFR Cluj - Universitatea Craiova - Astra Giurgiu - CSM Politehnica Iași - Gaz Metan Mediaș - FC Voluntari - FC Botoșani - Concordia Chiajna - ACS Poli Timișoara - Daco-Getica București | - Dunărea Călărași - FC Hermannstadt - Chindia Târgoviște - Argeș Pitești - Afumați - Academica Clinceni - ASU Politehnica Timișoara - Luceafărul Oradea - CS Mioveni - Sportul Snagov - Ripensia Timișoara - UTA Arad - CS Balotești - Pandurii Târgu Jiu - Dacia Unirea Brăila - Metaloglobus București - Știința Miroslava - Foresta Suceava | - Aerostar Bacău - FK Csíkszereda - ASC Oțelul Galați - CSM Roman - AFC Hărman⁠(d) - Sporting Liești - KSE Târgu Secuiesc - CSM Focșani 2007 - AFC Odorheiu Secuiesc - Sănătatea Darabani⁠(d) - CSM Pașcani - SSC Farul Constanța - Progresul Spartac București - Unirea Slobozia - Axiopolis Cernavodă - Metalul Buzău - Înainte Modelu - CSM Râmnicu Sărat - CSM Oltenița⁠(d) - Agricola Borcea - Sportul Chiscani - FC Delta Dobrogea Tulcea - Victoria Traian - Petrolul Ploiești - FCM Alexandria - Voința Turnu Măgurele - SC Popești-Leordeni - Flacăra Moreni - CS Tunari - Atletic Bradu⁠(d) - FC Pucioasa⁠(d) - Sporting Roșiori - Viitorul Domnești⁠(d) - ACS Energeticianul - CSMȘ Reșița - Național Sebiș⁠(d) - CSM Lugoj - Șoimii Lipova⁠(d) - CSO Filiași⁠(d) - Cetate Deva - ACS Ghiroda - Gloria Lunca-Teuz Cermei - Millenium Giarmata - Internațional Bălești - Nuova Mama Mia Becicherecu Mic - FC Universitatea Cluj - ACSF Recea - Performanța Ighiu - Metalurgistul Cugir - Industria Galda de Jos - Unirea Alba Iulia - Sănătatea Cluj - Unirea Tășnad⁠(d) - Avântul Reghin - FC Avrig - CS Iernut - Unirea Dej |
| 42 reprezentante, una din fiecare județ1 | | |
| - Sportul Petrești (Alba) - Victoria Zăbrani (Arad) - Unirea Bascov (Argeș) - Viitorul Curița (Bacău) - Dacia Gepiu (Bihor) - Unu FC Gloria Bistrița (Bistrița-Năsăud) - Viitorul Albești (Botoșani) - FC Precizia Săcele (Brașov) - Viitorul Ianca (Brăila) - FC R București (București) - Voința Lanurile (Buzău) - Croația Clocotici (Caraș-Severin) - Mostiștea Ulmu (Călărași) - Sticla Arieșul Turda (Cluj) | - CS Mihail Kogălniceanu (Constanța) - Nemere Ghelința (Covasna) - Gloria Cornești (Dâmbovița) - FC U Craiova 1948 (Dolj) - CS Universitatea Dunărea de Jos Galați (Galați) - Argeșul Mihăilești (Giurgiu) - Petrolul Țicleni (Gorj) - Unirea Cristuru Secuiesc (Harghita) - CS Hunedoara (Hunedoara) - Viitorul Axintele (Ialomița) - Unirea Mircești (Iași) - CSO Bragadiru (Ilfov) - Minaur Baia Mare (Maramureș) - Viitorul Șimian (Mehedinți) | - Mureșul Rușii-Munți (Mureș) - Ceahlăul Piatra Neamț (Neamț) - CSM Slatina (Olt) - CS Păulești (Prahova) - Crasna Moftinu Mic (Satu Mare) - Rapid Jibou (Sălaj) - Viitorul Șelimbăr (Sibiu) - Viitorul Liteni (Suceava) - ACS Drăgănești-Vlașca (Teleorman) - Fortuna Becicherecu Mic (Timiș) - Pescărușul Sarichioi (Tulcea) - FC Vulturești (Vaslui) - Cozia Călimănești (Vâlcea) - Sportul Ciorăști (Vrancea) |

## Turul I
Toate meciurile se joacă pe 1 și 2 august.
| Echipa 1                     | Scor                | Echipa 2                  |
| ---------------------------- | ------------------- | ------------------------- |
| 1 august 2018                |                     |                           |
| Viitorul Albești (4)         | ff                  | Sănătatea Darabani⁠(d) (3) |
| Viitorul Liteni (4)          | 3–0                 | Pașcani (3)               |
| Viitorul Curița (4)          | 0–2                 | Ceahlăul (4)              |
| FC Vulturești (4)            | 0–5                 | Unirea Mircești (4)       |
| Dunărea de Jos (4)           | 2–1                 | Sportul Chiscani⁠(d) (3)   |
| Sportul Ciorăști (4)         | 1–7                 | Focșani (3)               |
| Viitorul Ianca (4)           | 0–1                 | Victoria Traian (3)       |
| Pescărușul Sarichioi (4)     | 3–1                 | Delta Tulcea (3)          |
| Mihail Kogălniceanu (4)      | 1–3                 | Agricola Borcea (3)       |
| Viitorul Axintele (4)        | 1–3                 | Înainte Modelu⁠(d) (3)     |
| Mostiștea Ulmu⁠(d) (4)        | 2–2 d.p. 4–5 d.l.d. | CSM Oltenița⁠(d) (3)       |
| Academia Rapid (4)           | 3–0                 | Viitorul Domnești (3)     |
| Argeșul Mihăilești (4)       | 0–3                 | Bragadiru⁠(d) (4)          |
| Drăgănești-Vlașca (4)        | 1–3                 | Sporting Roșiori (3)      |
| Gloria Cornești (4)          | 2–1                 | Pucioasa⁠(d) (3)           |
| FCU Craiova (4)              | ff                  | Internațional Bălești (3) |
| Petrolul Țicleni (4)         | 1–0                 | Viitorul Șimian (4)       |
| Slatina (5)                  | 3–2                 | Cozia Călimănești (4)     |
| Croația Clocotici (4)        | ff                  | Internațional Bălești (3) |
| Victoria Zăbrani (4)         | 2–0                 | Millenium Giarmata⁠(d) (3) |
| Dacia Gepiu (4)              | 0–5                 | Gloria LT Cermei⁠(d) (3)   |
| Sportul Petrești (4)         | 3–1                 | Corvinul (4)              |
| Viitorul Șelimbăr (4)        | 0–2 d.p.            | FC Avrig⁠(d) (3)           |
| Arieșul Turda (4)            | 4–2                 | CS Iernut⁠(d) (3)          |
| Crasna Moftinu Mic (4)       | ff                  | Unirea Tășnad (3)         |
| Rapid Jibou (4)              | 0–2                 | Minaur Baia Mare (4)      |
| 1. FC Gloria Bistrița (4)    | 2–1                 | Unirea Dej (3)            |
| Mureșul Rușii-Munți (4)      | 1–5                 | Avântul Reghin (3)        |
| Nemere Ghelința (4)          | 1–4                 | Târgu Secuiesc (3)        |
| Unirea Cristuru Secuiesc (4) | 4–3 d.p.            | Odorheiu Secuiesc (3)     |
| Precizia Săcele (4)          | 1–1 d.p. 5–4 d.l.d. | CS Păulești (4)           |
| 2 august 2018                |                     |                           |
| Voința Lanurile (4)          | 1–8                 | Râmnicu Sărat (3)         |
| Unirea Bascov (4)            | 2–1                 | Atletic Bradu⁠(d) (3)      |
| Becicherecu Mic⁠(d) (4)       | 1–4                 | Ghiroda/Giarmata Vii (3)  |

## Turul 2
Meciurile s-au jucat pe 14 și 15 august.
| Echipa 1                     | Scor       | Echipa 2                   |
| ---------------------------- | ---------- | -------------------------- |
| 14 august 2018               |            |                            |
| Sănătatea Darabani⁠(d) (3)    | 0–1        | Bucovina Rădăuți (3)       |
| Industria Galda⁠(d) (3)       | Masa verde | Performanța Ighiu (3)      |
| Sportul Petrești (4)         | 0–3        | Metalurgistul Cugir (3)    |
| FC Avrig⁠(d) (4)              | 0–1        | Unirea Alba Iulia (3)      |
| Victoria Zăbrani (4)         | 1–2        | Șoimii Lipova (3)          |
| Gloria LT Cermei⁠(d) (3)      | 2–0        | Național Sebiș⁠(d) (3)      |
| Croația Clocotici (4)        | 1–5        | Ghiroda/Giarmata Vii (3)   |
| CNS Cetate Deva (3)          | 1–2        | Vulturii Lugoj (3)         |
| Petrolul Țicleni (4)         | 1–3        | CSO Filiași⁠(d) (3)         |
| Slatina (5)                  | 2–0        | FCU Craiova (4)            |
| Unirea Bascov (4)            | 1–2        | Sporting Roșiori (3)       |
| Gloria Cornești (4)          | Masa verde | Moreni (3)                 |
| CS Tunari (3)                | 3–0        | Popești-Leordeni (3)       |
| Arieșul Turda (4)            | 1–3        | Sănătatea Cluj (3)         |
| Minaur Baia Mare (4)         | 3–1        | Unirea Tășnad (3)          |
| Viitorul Liteni (4)          | 2–1        | CSM Roman (3)              |
| Unirea Mircești (4)          | 0–5        | Ceahlăul (4)               |
| Dunărea de Jos (4)           | 1–3        | Sporting Liești (3)        |
| Pescărușul Sarichioi (4)     | 0–6        | Oțelul Galați (3)          |
| Înainte Modelu⁠(d) (3)        | 2–5        | Axiopolis Cernavodă⁠(d) (3) |
| Agricola Borcea (3)          | 2–9        | CSM Oltenița⁠(d) (4)        |
| Victoria Traian (3)          | 1–4        | Unirea Slobozia (3)        |
| Râmnicu Sărat (3)            | 1–3        | Metalul Buzău (3)          |
| Focșani (3)                  | 3–0        | Târgu Secuiesc (3)         |
| Unirea Cristuru Secuiesc (4) | 1–7        | AFC Hărman⁠(d) (3)          |
| Precizia Săcele (4)          | 0–2        | Cetatea Râșnov⁠(d) (3)      |
| 1. FC Gloria Bistrița (4)    | Masa verde | Avântul Reghin (3)         |
| Academia Rapid (4)           | 5–0        | Bragadiru⁠(d) (4)           |

## Turul 3
Meciurile s-au jucat pe 28 și 29 august.
| Echipa 1                   | Scor                  | Echipa 2                |
| -------------------------- | --------------------- | ----------------------- |
| 28 august 2018             |                       |                         |
| Slatina (5)                | 0–0 d.p. 12–11 d.l.d. | CSO Filiași⁠(d) (3)      |
| Moreni (3)                 | 0–0 d.p. 6–5 d.l.d.   | Cetatea Râșnov⁠(d) (3)   |
| Ghiroda/Giarmata Vii (3)   | 0–0 d.p. 3–4 d.l.d.   | Vulturii Lugoj (3)      |
| Sporting Roșiori (3)       | 0–3 d.p.              | Voința Saelele (3)      |
| Focșani (3)                | 5–2                   | Metalul Buzău (3)       |
| Progresul Spartac (3)      | 2–1                   | Afumați (2)             |
| AFC Hărman⁠(d) (3)          | 0–2                   | Csíkszereda (3)         |
| Minaur Baia Mare (4)       | 0–1                   | FC Recea (3)            |
| Unirea Alba Iulia (3)      | 1–0                   | Sănătatea Cluj (3)      |
| Industria Galda⁠(d) (3)     | 3–2                   | Metalurgistul Cugir (3) |
| 29 august 2018             |                       |                         |
| Academia Rapid (4)         | 4–1                   | FCM Alexandria (3)      |
| Sporting Liești (3)        | 0–0 d.p. 8–7 d.l.d.   | Oțelul Galați (3)       |
| Bucovina Rădăuți (3)       | 1–0                   | Foresta Suceava (3)     |
| Viitorul Liteni (4)        | 0–4                   | Miroslava (2)           |
| Ceahlăul (4)               | 1–4                   | Aerostar (3)            |
| Axiopolis Cernavodă⁠(d) (3) | 3–2                   | Farul (3)               |
| CS Tunari (3)              | 2–1                   | Petrolul Ploiești (3)   |
| 1. FC Gloria Bistrița (4)  | 1–2                   | Universitatea Cluj (3)  |
| Școlar Reșița (3)          | 0–2                   | ACS Energeticianul (3)  |
| Gloria LT Cermei⁠(d) (3)    | 2–1                   | Șoimii Lipova (3)       |

## Turul 4
Meciurile se dispută în perioada 11–13 septembrie, meciul Chindiei Târgoviște fiind programat pe 18 septembrie, deoarece în perioada respectivă echipa avea de disputat o restanță din campionat, amânată pentru protejarea gazonului stadionului Ilie Oană din Ploiești în vederea meciului echipei naționale.
| Echipa 1                   | Scor                | Echipa 2                      |
| -------------------------- | ------------------- | ----------------------------- |
| 11 septembrie 2018         |                     |                               |
| Focșani (3)                | 0–3 d.p.            | Sporting Liești (3)           |
| CS Tunari (3)              | 0–2                 | Academica Clinceni (2)        |
| Academia Rapid (4)         | 2–1                 | Juventus București (1)        |
| Gloria LT Cermei⁠(d) (3)    | 1–4                 | Luceafărul O. (2)             |
| Unirea Alba Iulia (3)      | 2–2 d.p. 5–3 d.l.d. | Industria Galda⁠(d) (3)        |
| Turris Oltul (3)           | 3–2                 | CS Balotești (2)              |
| 12 septembrie 2018         |                     |                               |
| Pandurii (2)               | 1–3                 | Mioveni (2)                   |
| Vulturii Lugoj (3)         | 1–2                 | ACS Energeticianul (3)        |
| Ripensia (2)               | 1–2 d.p.            | ASU Politehnica Timișoara (3) |
| UTA Arad (2)               | 2–1                 | ACS Poli (3)                  |
| Slatina (5)                | 2–0                 | Argeș Pitești (2)             |
| Progresul Spartac (3)      | 2–1                 | ASU Poli Timișoara (2)        |
| Unirea Slobozia (3)        | 2–3                 | Sportul Snagov (2)            |
| Axiopolis Cernavodă⁠(d) (3) | 2–2 d.p. 1–4 d.l.d. | Dacia U Brăila (2)            |
| Bucovina Rădăuți (3)       | 2–0 d.p.            | Miroslava (2)                 |
| 13 septembrie 2018         |                     |                               |
| Csíkszereda (3)            | 3–2                 | Aerostar (3)                  |
| FC Recea (3)               | 1–3                 | Universitatea Cluj (3)        |
| 18 septembrie 2018         |                     |                               |
| Moreni (3)                 | 1–2                 | Chindia (2)                   |

## Șaisprezecimi
| 25 septembrie 2018 | Voluntari                    | 2–1 | Botoșani        | Voluntari                                                    |  |
| 16:00              | Belahmeur⁠(d) 38' Tudorie 41' |     | Chitoșcă⁠(d) 46' | Stadion: Stadionul Anghel Iordănescu Arbitru: Andrei Antonie |  |

| 25 septembrie 2018 | Csíkszereda              | 2–1 | ACS Energeticianul | Miercurea Ciuc                                     |  |
| 16:30              | Mitra⁠(d) 31' Magyari 73' |     | Rusu 71'           | Stadion: Stadionul Municipal Arbitru: Marian Barbu |  |

| 25 septembrie 2018 | Sportul Snagov | 0–2 | CSU Craiova             | Craiova                                                                        |  |
| 18:45              |                |     | Gardoș 36' Marković 74' | Stadion: Stadionul „Ion Oblemenco” Spectatori: 6000 Arbitru: Horia Mladinovici |  |

| 25 septembrie 2018                 | ASU Politehnica Timișoara | 1–1 (2–4 d.l.d.)                       | Sepsi          | Timișoara                                                                  |  |
| 16:30                              | Ignea 43'                 |                                        | Prosser⁠(d) 17' | Stadion: Stadionul Dan Păltinișanu Spectatori: 1000 Arbitru: Marian Balaci |  |
|                                    | Lovituri de departajare   |                                        |                |                                                                            |  |
| Coadă · Bănică · Cojocaru · Bozian |                           | Hadnagy · Nouvier · Ad. Rus · Drăghici |                |                                                                            |  |

| 25 septembrie 2018 | Dacia U Brăila | 1–3 | Dinamo București            | Galați                                           |  |
| 21:30              | Maxin 21'      |     | R. Grigore 6' Nistor 8' 70' | Stadion: Stadionul Oțelul Arbitru: Florin Andrei |  |

| 26 septembrie 2018 | Chiajna | 0–3 | Viitorul Constanța                | Chiajna                                                    |  |
| 18:45              |         |     | Ghiță 14' Mățan 65' Ciobanu 90+3' | Stadion: Stadionul Concordia Arbitru: George Cătălin Găman |  |

| 26 septembrie 2018                | UTA Arad                             | 3–3 (3–5 d.l.d.)                            | Politehnica Iași                                | Arad                                                                |  |
| 16:00                             | C. Rus 4' Matei 67' Popa 114' (pen.) |                                             | Bekui⁠(d) 45+2' Aguinaldo⁠(d) 82' Enoh 97' (pen.) | Stadion: Stadionul Motorul Spectatori: 2500 Arbitru: Robert Dumitru |  |
|                                   | Lovituri de departajare              |                                             |                                                 |                                                                     |  |
| Manea · Cubleșan · Popa · Al. Pop |                                      | Cioinac · Enoh · L. Rus · Zaharia · Gallego |                                                 |                                                                     |  |

| 26 septembrie 2018 | Sporting Liești | 0–3 | Mioveni                                    | Liești                     |  |
| 16:30              |                 |     | Neagu 39' V. Balint 62' (pen.) Rădescu 89' | Stadion: Stadionul Comunal |  |

| 26 septembrie 2018 | Chindia | 0–1 | CFR Cluj     | Mioveni                                                                |  |
| 21:30              |         |     | Tambe⁠(d) 33' | Stadion: Stadionul Orășenesc Spectatori: 1000 Arbitru: Adrian Cojocaru |  |

| 26 septembrie 2018 | Progresul Spartac | 0–1 | Universitatea Cluj | București                                                                  |  |
| 16:30              |                   |     | Giurgiu 34' (pen.) | Stadion: Stadionul Progresul Spartac Spectatori: 400 Arbitru: Robert Avram |  |

| 26 septembrie 2018 | Academica Clinceni | 0–2 | Hermannstadt                | Clinceni                    |  |
| 16:30              |                    |     | Tsoumou 53' Petrescu⁠(d) 66' | Stadion: Stadionul Clinceni |  |

| 26 septembrie 2018 | Slatina | 0–2 | Dunărea Călărași                   | Slatina                                            |  |
| 16:30              |         |     | V. Alexandru 7' Dobrosavlevici 29' | Stadion: Stadionul 1 Mai Arbitru: Mihai Amorăriței |  |

| 27 septembrie 2018 | Luceafărul O. | 1–5 | Astra Giurgiu                              | Sânmartin                                             |  |
| 16:00              | V. Pop 79'    |     | Bègue 64' Zoua⁠(d) 66' Gheorghe 70' 80' 90' | Stadion: Stadionul Luceafărul Arbitru: Lucian Rusandu |  |

| 27 septembrie 2018                                                                       | Bucovina Rădăuți        | 1–1 (7–8 d.l.d.)                                                                   | Gaz Metan        | Rădăuți                                                    |  |
| 16:30                                                                                    | Vitu 83'                |                                                                                    | Yazalde⁠(d) 90+2' | Stadion: Stadionul Municipal Arbitru: Rareș George Vidican |  |
|                                                                                          | Lovituri de departajare |                                                                                    |                  |                                                            |  |
| Cerlincă · Vișinar · Stănescu · Dănilă · Bălan · Bosânceanu · Coroamă · Antonesei · Vitu |                         | Trif · Ivanov · Yazalde · Chamed · Al. Buziuc · M. Stancu · Costea · Fofana · Jica |                  |                                                            |  |

| 27 septembrie 2018 | Academia Rapid | 0–2 | Turris Oltul        | București                                                                                     |  |
| 18:45              |                |     | Dragu 75' Mihai 90' | Stadion: Stadionul Giulești-Valentin Stănescu Spectatori: 2000 Arbitru: Adrian Sorin Costreie |  |

| 27 septembrie 2018 | Unirea Alba Iulia | 0–1 | FCSB        | Zlatna                                                               |  |
| 21:30              |                   |     | Rusescu 82' | Stadion: Stadionul Minaur Spectatori: 3000 Arbitru: Adrian Comănescu |  |

## Optimi
| 30 octombrie 2018 | Hermannstadt                              | 3–0 | Voluntari | Târgu Mureș                                      |  |
| 16:30             | Nkololo 37' Petrescu⁠(d) 51' Kuca⁠(d) 90+1' |     |           | Stadion: Stadionul Trans-Sil Arbitru: Ionuț Coza |  |

| 30 octombrie 2018 | Turris Oltul | 1–4 | CSU Craiova                                   | Turnu Măgurele                                                       |  |
| 19:00             | Fotescu 33'  |     | Donkor 49' Bancu 51' Burlacu 79' Cicâldău 88' | Stadion: Stadionul Municipal Spectatori: 2000 Arbitru: Eduard Ioniță |  |

| 30 octombrie 2018                        | Politehnica Iași         | 2–2 (3–5 d.l.d.)                       | Viitorul Constanța        | Ploiești                                            |  |
| 21:45                                    | Sanoh 55' Frăsinescu 75' |                                        | Hagi 15' (pen.) Mățan 39' | Stadion: Stadionul Ilie Oană Arbitru: Marcel Bârsan |  |
|                                          | Lovituri de departajare  |                                        |                           |                                                     |  |
| Platini⁠(d) · Qaka · Bădic · N'Dongala⁠(d) |                          | Hagi · Ciobanu · Achim · Casap · Houri |                           |                                                     |  |

| 31 octombrie 2018 | Mioveni | 0–5 | Sepsi                                                       | Mioveni                                           |  |
| 16:30             |         |     | Prosser⁠(d) 5' Ștefan 13' Simonovski 25' Nouvier 45' Rus 65' | Stadion: Stadionul Orășenesc Arbitru: Iulian Dima |  |

| 31 octombrie 2018 | Universitatea Cluj    | 3–4 d.p. | Astra Giurgiu                                 | Cluj-Napoca                                                             |  |
| 19:00             | Abrudan 2' Taub 5' 8' |          | Llullaku 14' 76' Cordoș 24' (a) Sepsi 99' (a) | Stadion: Cluj Arena Spectatori: 6800 Arbitru: Horia Gabriel Mladinovici |  |

| 31 octombrie 2018 | Gaz Metan | 0–1 | CFR Cluj     | Mediaș                                             |  |
| 21:45             |           |     | Țucudean 64' | Stadion: Stadionul Gaz Metan Arbitru: Marius Avram |  |

| 1 noiembrie 2018                                                                                    | Csíkszereda                          | 3–3 (6–5 d.l.d.)                                                                                           | Dinamo București               | Miercurea Ciuc                                                        |  |
| 19:00                                                                                               | Majzik 47' Magyari 52' Berde⁠(d) 114' | | Nistor 54' 58' Neicuțescu 106' | Stadion: Stadionul Municipal Spectatori: 2000 Arbitru: Andrei Antonie |  |
| | Lovituri de departajare              | |                                |                                                                       |  |
| González · Jebari · Szilárd Vereș · Majzik · Csürös · Guarú · Berde⁠(d) · Mitra⁠(d) · Solymosy · Nagy |                                      | Nistor · Salomão · Hanca · Katsikas⁠(d) · Grozav · Neicuțescu · Grigore · Olteanu · Ciobotariu · Delorge⁠(d) |                                |                                                                       |  |

| 1 noiembrie 2018 | Dunărea Călărași              | 2–1 | FCSB        | Călărași                                                                  |  |
| 21:45            | Șeroni 47' Dobrosavlevici 80' |     | Dumitru 82' | Stadion: Stadionul Ion Comșa Spectatori: 8400 Arbitru: Sebastian Colțescu |  |

## Sferturi
| 26 februarie 2019 | Hermannstadt                 | 2–3 | Viitorul Constanța                      | Pitești                                                   |  |
| 20:00             | Achim 65' (aut.) Tsoumou 71' |     | Achim 6' (pen.) Rivaldinho 41' Eric 78' | Stadion: Stadionul Nicolae Dobrin Arbitru: Horațiu Feșnic |  |

| 27 februarie 2019 | Dunărea Călărași | 1–2 | Astra Giurgiu  | Giurgiu                                                     |  |
| 17:00             | Munteanu 90'     |     | Hambo⁠(d) 4' 7' | Stadion: Stadionul Marin Anastasovici Arbitru: Cătălin Popa |  |

| 27 februarie 2019 | Sepsi | 0–1 | CFR Cluj     | Sfântu Gheorghe                          |  |
| 20:00             |       |     | Costache 60' | Stadion: Municipal Arbitru: George Găman |  |

| 28 februarie 2019 | Csíkszereda | 0–3 | CSU Craiova                          | Ploiești                     |  |
| 20:00             |             |     | Dimitrov 27' Bărbuț 80' Koljić 90+2' | Stadion: Stadionul Ilie Oană |  |

## Semifinale

### Tur
|  | CFR Cluj         | 1–3      | Astra Giurgiu                                          | Cluj-Napoca                                 |  |
|  | Cristian Bud 15' | Wikidata | Valentin Gheorghe 4' Julien Bègue 35' Mihai Butean 52' | Stadion: Stadionul Dr. Constantin Rădulescu |  |

|  | CSU Craiova      | 1–2      | FCV Farul Constanța           | Craiova                          |  |
|  | Nicușor Bancu 5' | Wikidata | Lyes Houri 77' Rivaldinho 89' | Stadion: Stadionul Ion Oblemenco |  |

### Retur
|  | Astra Giurgiu                            | 2–2      | CFR Cluj                   | Giurgiu                               |  |
|  | Mihai Butean 33' Denis Alibec 37' (pen.) | Wikidata | Valentin Costache 42', 66' | Stadion: Stadionul Marin Anastasovici |  |

|  | FCV Farul Constanța | 2–0      | CSU Craiova | Ovidiu                                            |  |
|  | Ianis Hagi 6', 86'  | Wikidata |             | Stadion: Stadionul Central-Academia Gheorghe Hagi |  |

## Finala
|  | FCV Farul Constanța                    | 2–1      | Astra Giurgiu    | Ploiești                                                                  |  |
|  | Virgil Ghiță 76' Eric de Oliveira 106' | Wikidata | Denis Alibec 41' | Stadion: Stadionul Ilie Oană Spectatori: 11.968 Arbitru: Radu Petrescu[*] |  |